# Palacio de Münster
El castillo de Münster (en alemán: Schloss Münster), también conocido en alemán como residencia de Münster o castillo del príncipe-obispo de Münster (Fürstbischöfliches Schloss Münster), es un antiguo schloss (palacio residencial) alemán del siglo XVIII, erigido en la ciudad de Münster (Renania del Norte-Westfalia) para ser la Residenz del penúltimo príncipe-obispo Maximiliano Federico von Königsegg-Rothenfels. Fue construido entre 1767 y 1787 en estilo barroco por el arquitecto Johann Conrad Schlaun, con su característico uso del ladrillo y la piedra arenisca de Baumberg.
Casi enteramente destruido durante la Segunda Guerra Mundial, fue reconstruido entre 1946 y 1950, y desde 1954 se le considera símbolo de la Universidad de Münster, cuya sede alberga.

## Descripción
Schlaun diseñó el castillo a partir del plano de una residencia del Barroco temprano. El material escogido para las fachadas exteriores fue una combinación entre la arenisca clara de Baumberg para las cornisas, pilastras y objetos decorativos, y el ladrillo rojo para las superficies planas, sello distintivo de la arquitectura de Schlaun. Por encima de la planta baja destinada principalmente a la gestión, se dispuso la «planta noble» y por encima una segunda planta, de menos altura, destinada a viviendas y luego una planta de áticos. El volumen del edificio presenta una perfecta simetría. El edificio principal, orientado de norte a sur, tiene a sus lados dos alas cortas de la misma altura, orientadas al este, que enmarcan un amplio cour d'honneur. El conjunto estaba concebido para llamar la atención del espectador que llegaba desde la ciudad caminando hacia un avant-corps semicircular, más alto que el cuerpo del edificio, en el que se disponía el portal principal y que estaba rematado por una linterna. La fachada está adornada con un frontón en estilo falsamente antiguo y una apoteosis con el escudo del príncipe-obispo con ángeles musicales. Típico del estilo de Schlaun, ese cuerpo central avanzado es de doble curvatura, cóncavo y convexo.

Detalles del edificio principal
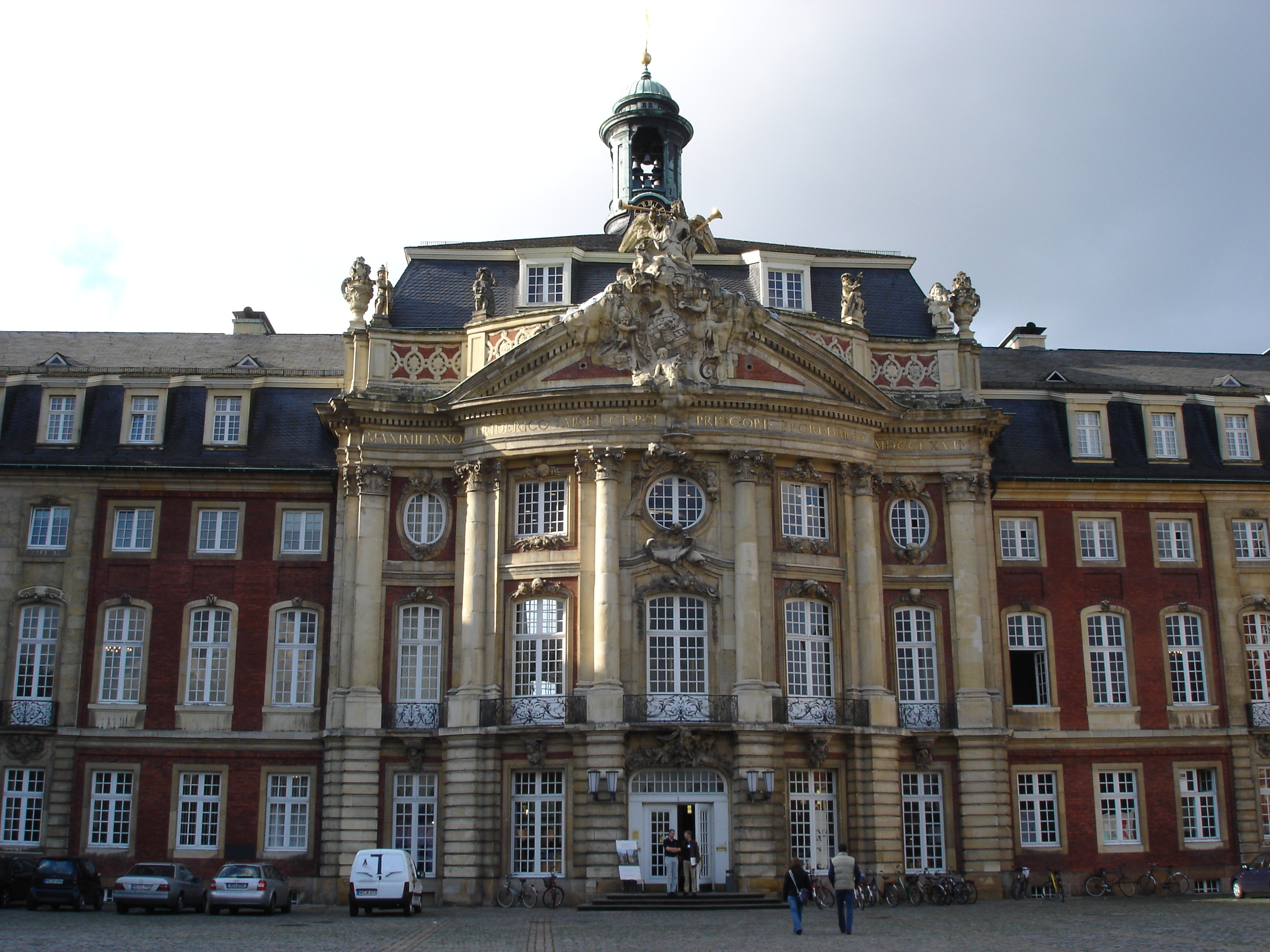
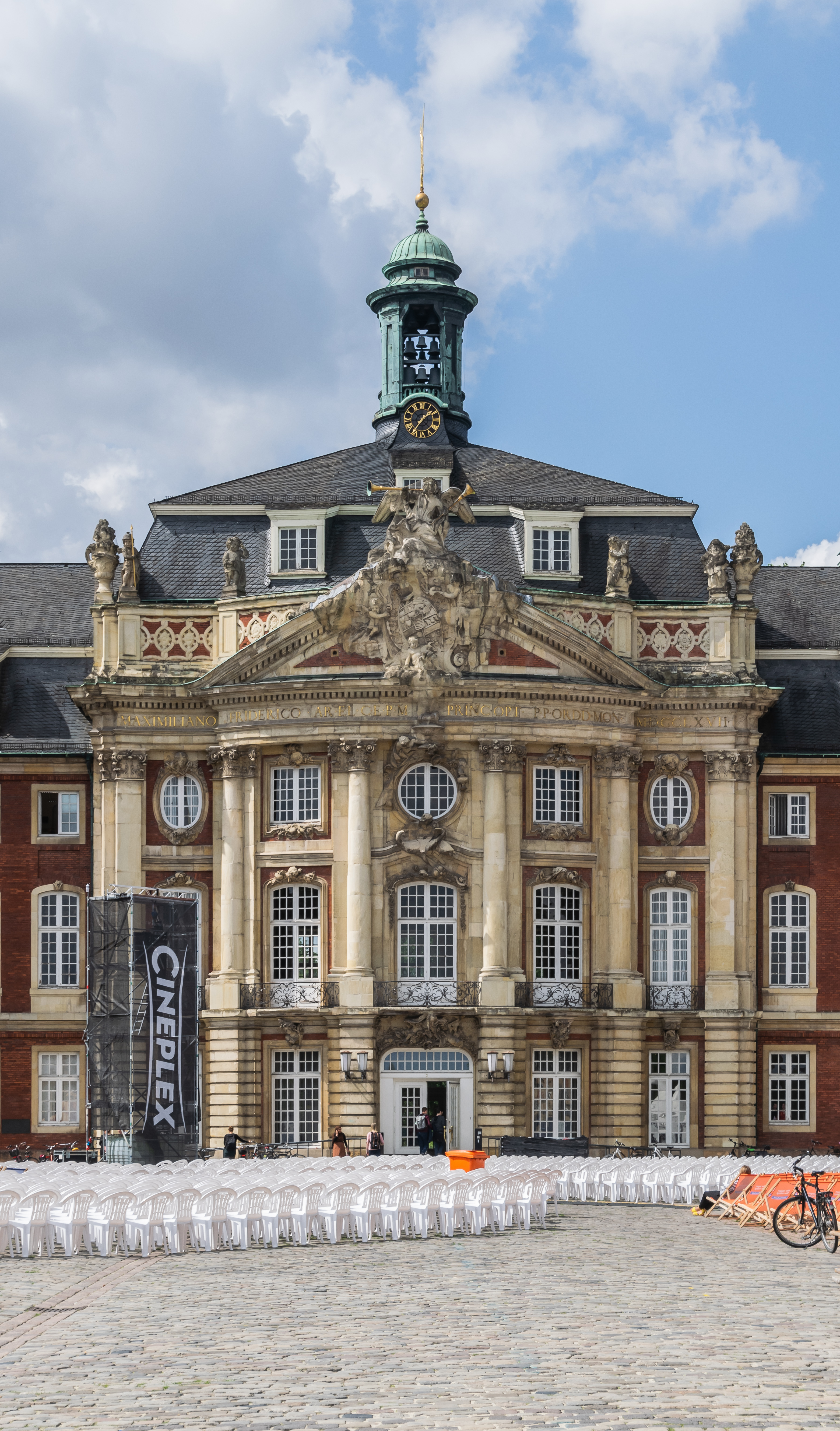
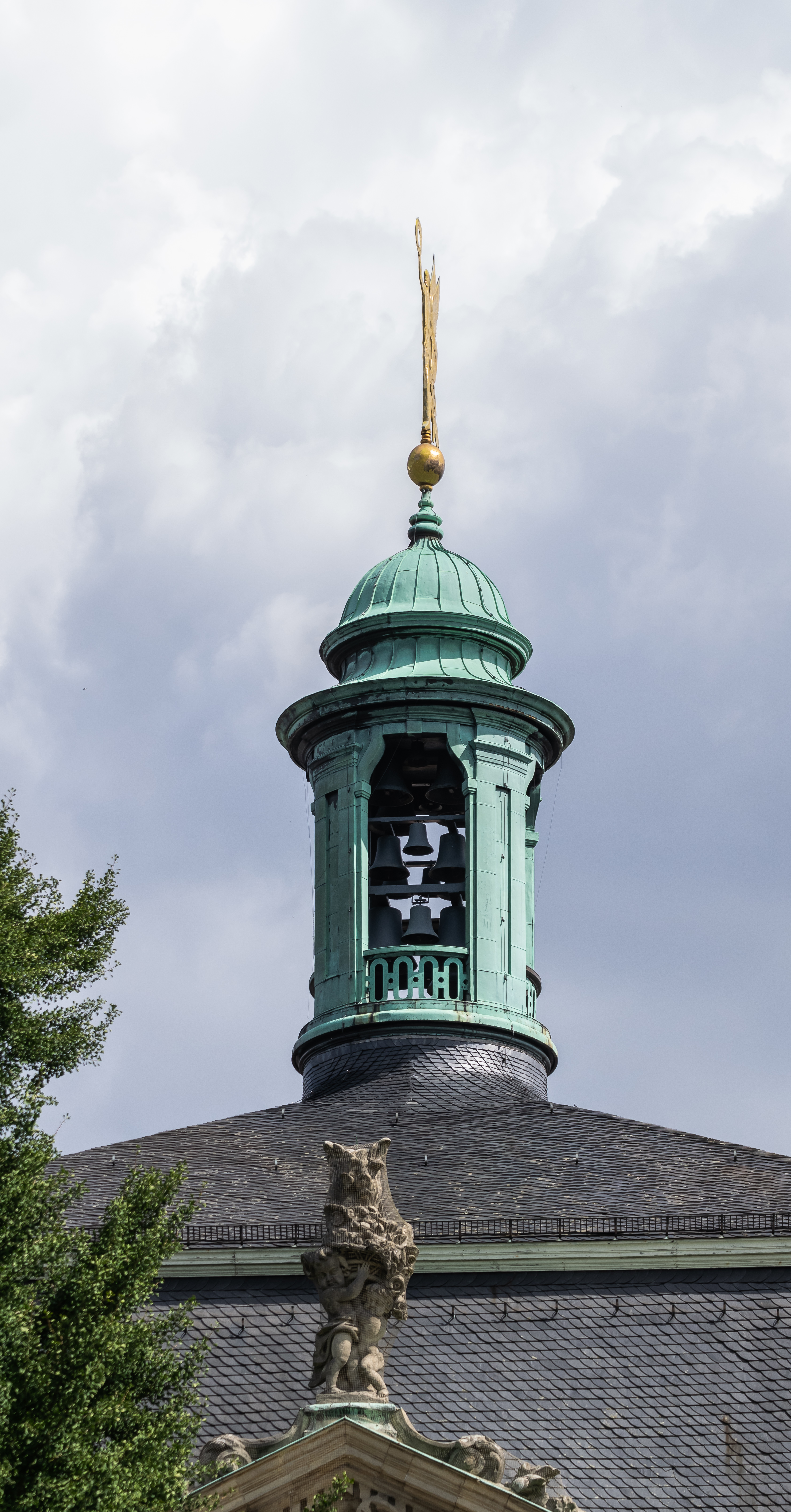
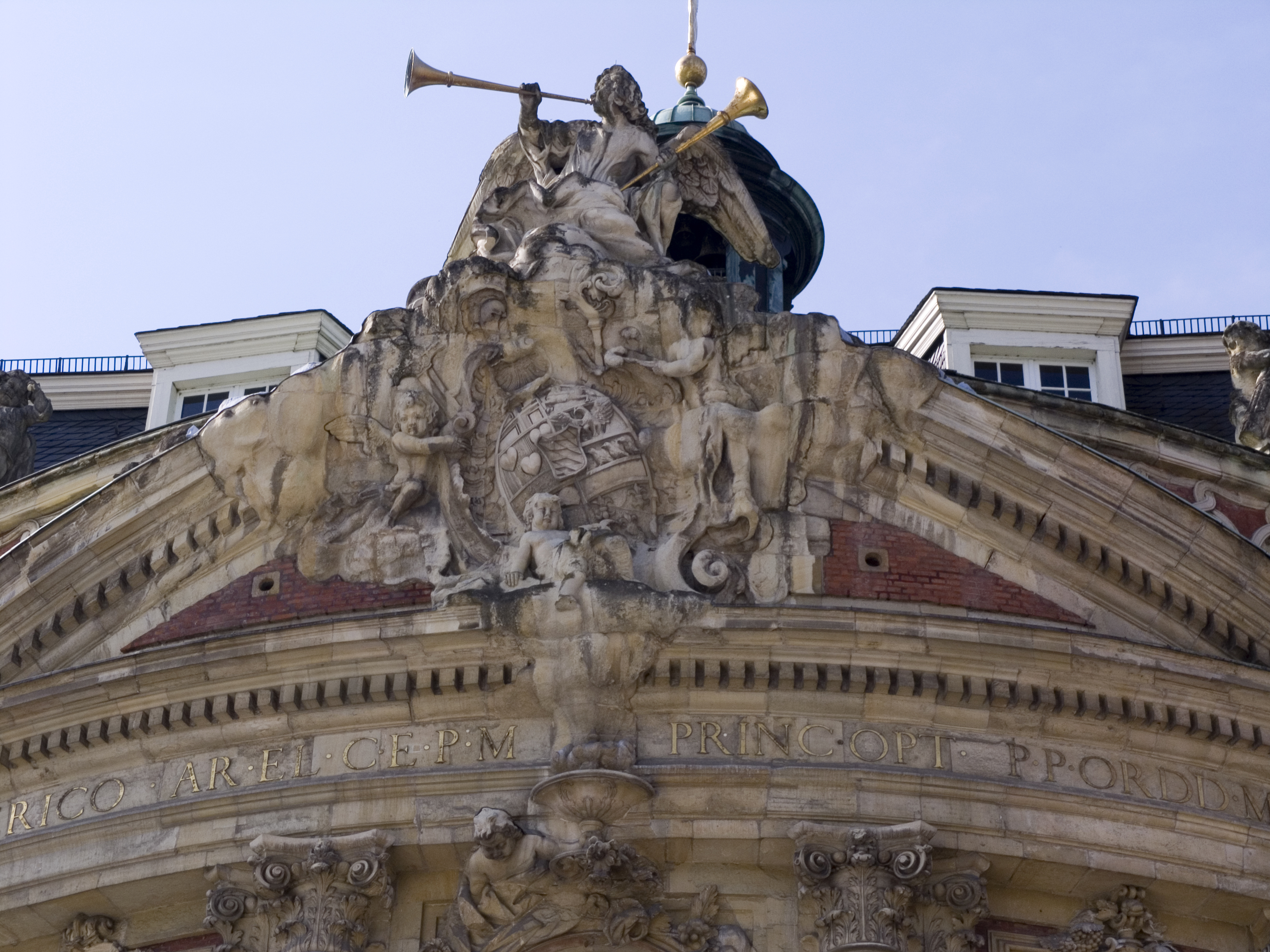
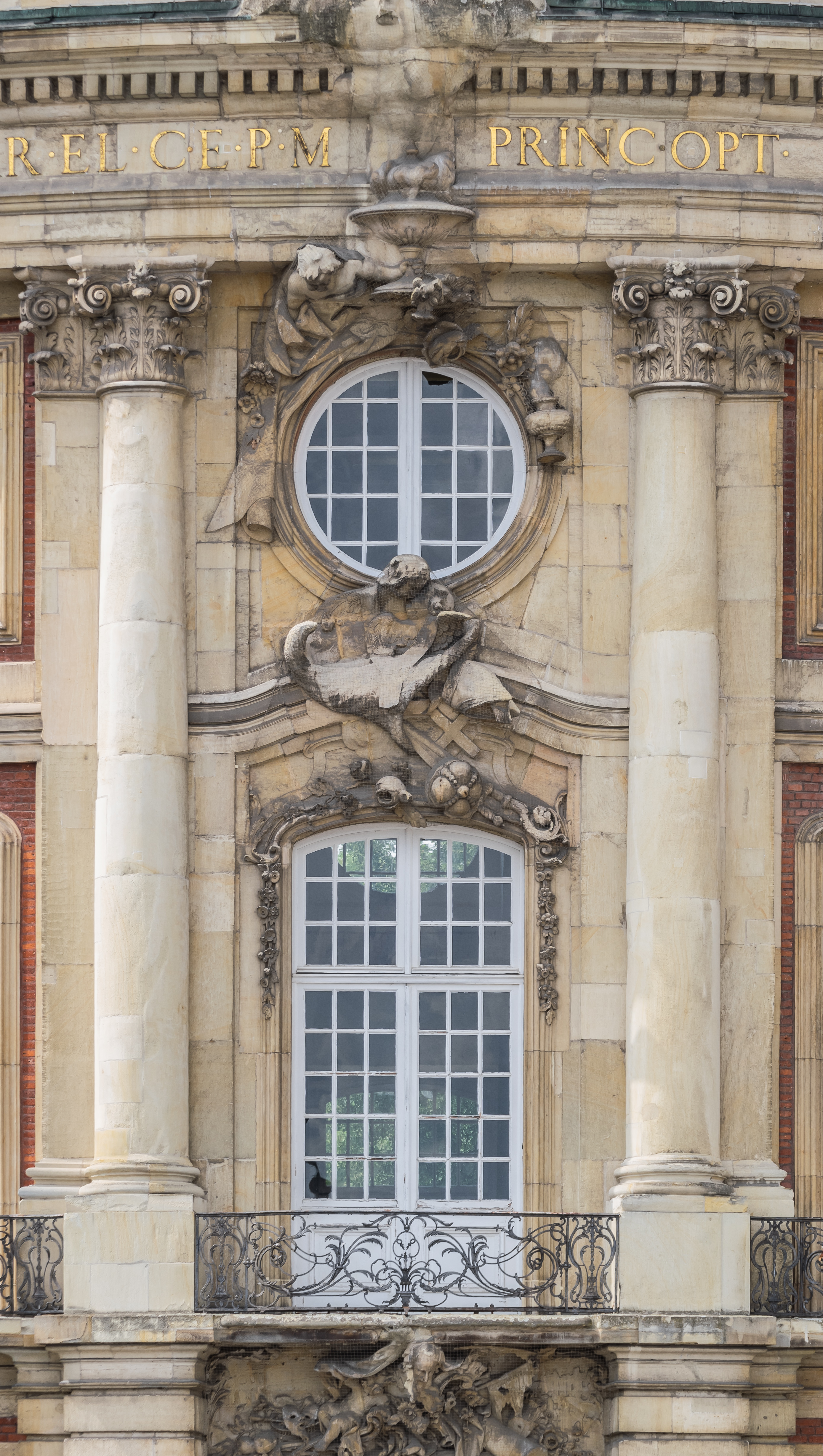

## Historia

### Construcción

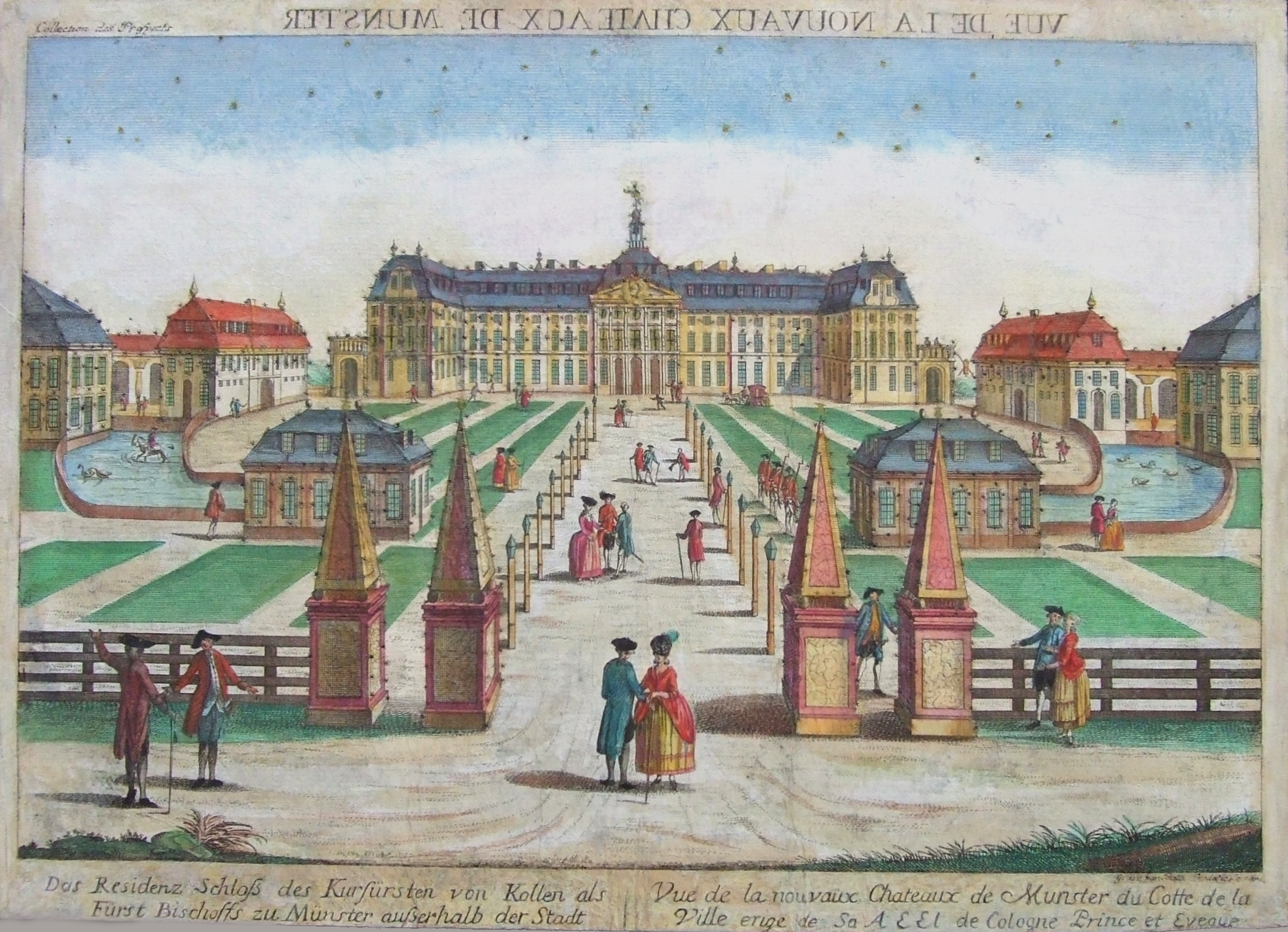
Vista del eje principal del palacio del príncipe-obispo, alrededor de 1780, Balthasar Friedrich Leizel según François Rousseau

La primitiva residencia medieval de los obispos estaba en Fürstenhof , en Domplatz. Desde 1661, la Fraterhaus zum Springborn am Krummen Timpen era la residencia en la ciudad de los príncipes obispos. Pronto se hicieron planes para la construcción de un palacio representativo, pero no se realizaron. El palacio de hoy fue construido en la zona este de los restos de una ciudadela del barroco temprano, el Paulsburg, hoy jardín botánico, que todavía se puede ver en la fotografía aérea por sus baluartes. La ciudadela de Münster se construyó sobre un prexistene presumiblemente medieval desde 1661 hasta alrededor de 1700. En vista de la severa destrucción de la ciudad durante la guerra de los Siete Años, Franz Freiherr von Fürstenberg, ministro para Münster del príncipe-obispo Maximiliano Federico von Königsegg-Rothenfels (r. 1761-1784) ordenó el desmantelamiento de las fortificaciones después del final de la guerra, en 1764.
Ya en 1732, Johann Conrad Schlaun había hecho los primeros proyectos para construir una residencia en el lugar. Se inició la construcción de una iglesia del monasterio, pero nunca se completó. Solo después del final de la Guerra de los Siete Años y la demolición de las fortificaciones de Münster, el príncipe-obispo encargó la construcción de un palacio residencial en el sitio de la antigua ciudadela, principalmente a pedido de la nobleza de Münster. La primera piedra se colocó el 26 de agosto de 1767 y la construcción duró hasta 1787.
Johann Conrad Schlaun elaboró un «plan general» para la construcción de este palacio residencial, que se utilizaría como base para el trabajo. Estipuló que se erigieran establos reales a ambos lados frente al palacio y detrás de cada uno de ellos se construirían más dependencias y edificios agrícolas. En la parte delantera, por delante del palacio, habría dos casetas de guardia, también conocidas como «Kavalierhäuser», mientras que la plaza del palacio (todavía llamada Neuplatz en ese momento ) se iba a diseñar como un gran espacio verde entre el palacio y el pueblo En la parte trasera del castillo, Schlaun planeó un gran jardín a la francesa.
Cuando Schlaun murió en 1773, se habían finalizado el exterior del castillo, el establo norte, la caseta de vigilancia norte y el interior del ala sur. Su sucesor fue Wilhelm Ferdinand Lipper partidario del clasicismo . No pudo lograr que el cliente propusiera cambios en el diseño de las fachadas, pero si se le permitió implementar el diseño interior en el estilo clásico, interiores que ya no se conservan en la actualidad.
Lipper construyó la caseta de vigilancia del sur según el plan general de Schlaun, mientras que los establos y los edificios de la granja del sur no se construyeron. El jardín del palacio detrás del palacio, planeado por Schlaun basado en el modelo francés, fue reemplazado por el diseño ideal de Lipper, un jardín inglés.

### Uso comoResidenz

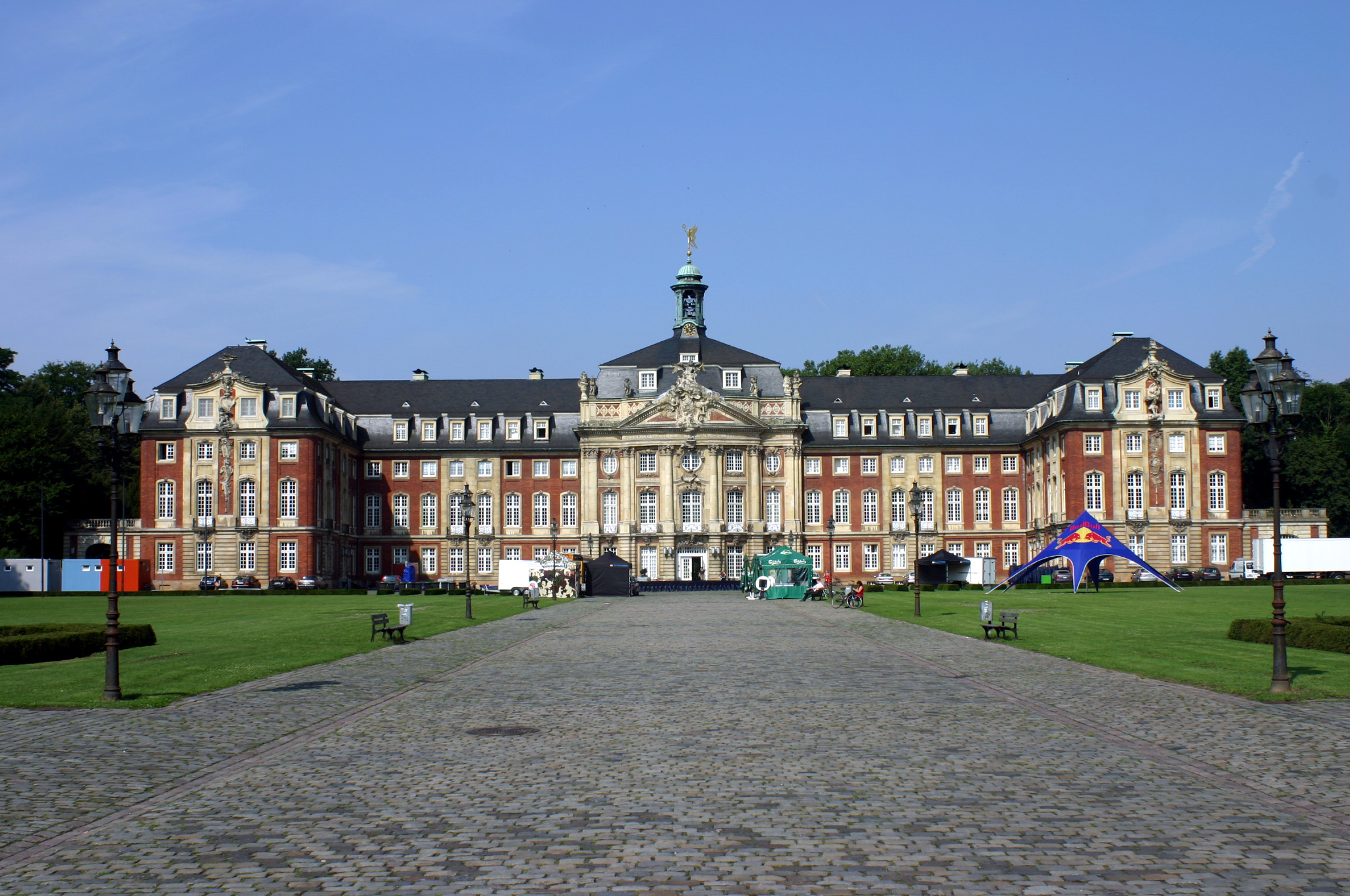
Fachada del castillo

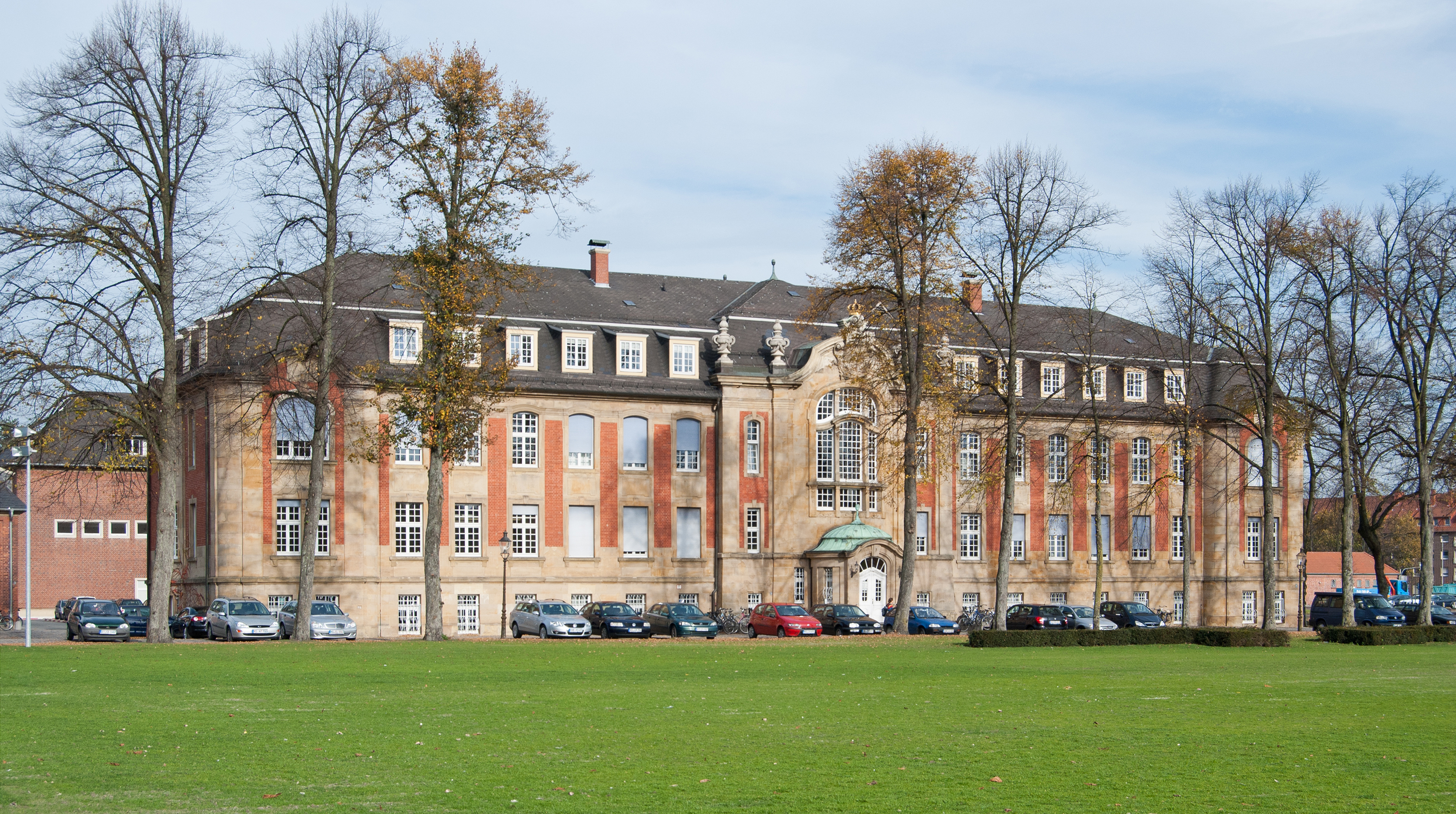
El antiguo Oberpräsidium de la provincia de Westfalia, en el lugar del antiguo establo del norte.

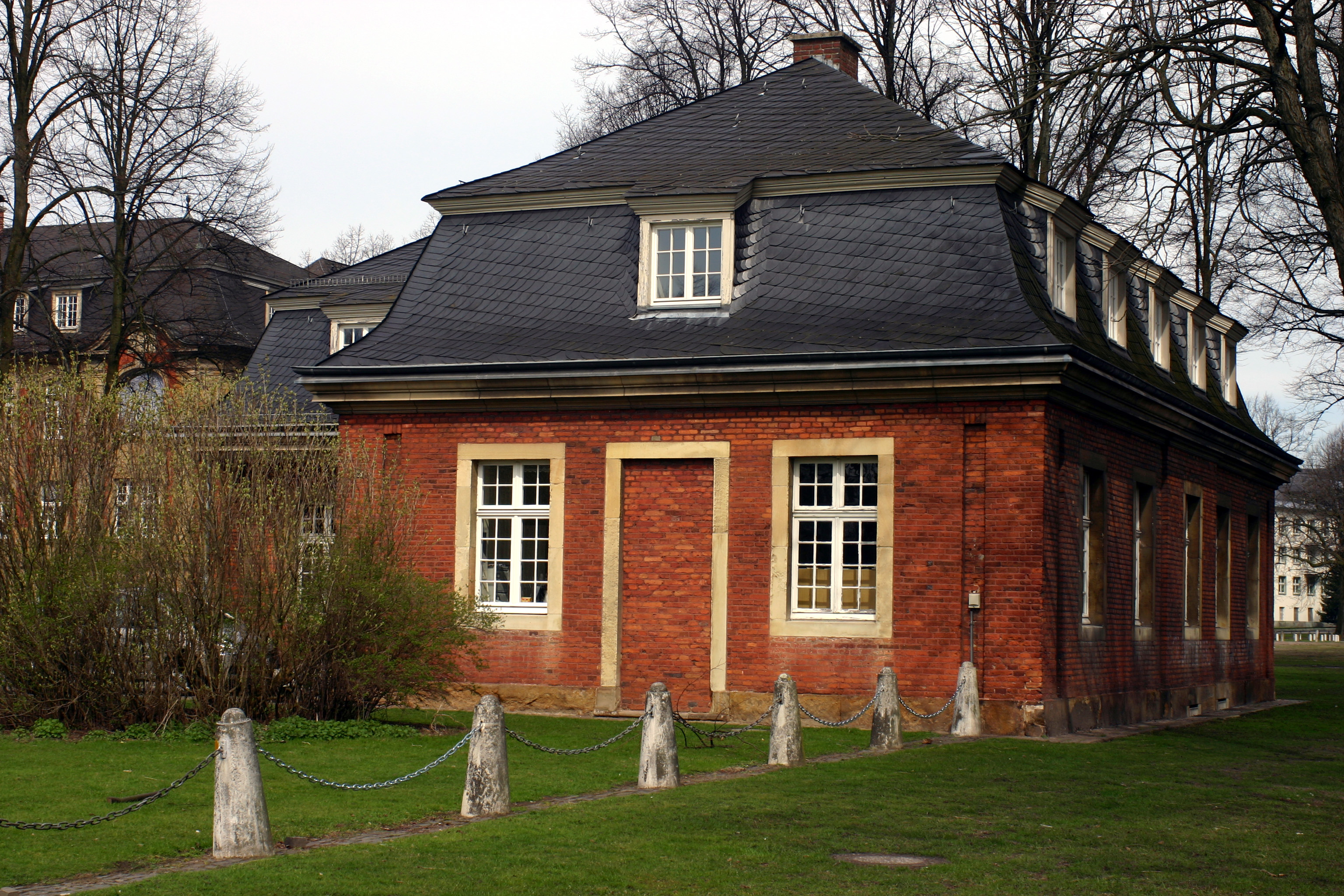
El edificio de la guardia norte. Los dos edificios también se llamaban Cavaliershäuschen.

El comitente, el príncipe-obispo Maximiliano Federico von Königsegg-Rothenfels, murió en 1784, tres años antes del final de las obras. Su sucesor, Maximiliano Francisco de Austria (r. 1784-1801), quien, como Maximiliano Federico, también era príncipe-arzobispo de la arquidiócesis de Colonia, pasó más tiempo en su Residenz como príncipe-elector en Bonn que en Münster. Con el final del principado episcopal de Münster decidido por la recesión del Imperio, el castillo perdió la función para la que estaba destinado.
En 1803, el gobernador civil prusiano Heinrich Friedrich Karl vom Stein y el mariscal de campo Gebhard Leberecht von Blücher se mudaron al castillo. Desde 1815 el castillo fue la sede del Oberpräsident y del comandante general de la provincia de Westfalia.
La erección e inauguración del Monumento Provincial de Westfalia por el kaiser Guillermo I tuvo lugar durante este período el 27 de octubre de 1897, el cumpleaños del príncipe Federico Carlos. Su hijo, el príncipe Federico Leopoldo, representó al emperador en la inauguración del monumento. La estatua ecuestre fue creada por el escultor Friedrich Reusch en Königsberg, y el arquitecto berlinés Bruno Schmitz diseñó la base. El monumento se encontraba en la Neuplatz exactamente en el eje del castillo.
Después del final de la Primera Guerra Mundial se erigieron dos monumentos en el jardín del palacio: el "Stehende Soldat [Soldado de pie], inaugurado en 1923 según planos del escultor Alexander Frerichmann y destinado a honrar al Regimiento de Artillería de Campaña n.º 22; y la "Lothringerkreuz [Cruz de Lorena], creada por Albert Mazzotti y Wilhelm Wucherpfennig y erigida en la década de 1920, conmemoraba al 69.º Regimiento de Artillería de Campaña. Ambos monumentos están catalogados como Denkmalschutz. En 1987, con motivo de uno de sus Skulptur Projekte, la artista conceptual estadounidense Jenny Holzer añadió al conjunto cinco bancos de piedra, destinados a estimular el pensamiento.

### El castillo durante el período del nacionalsocialismo
Durante el período nacionalsocialista, la planta baja fue la sede del Staatshochbauamt . Alfred Meyer, el Gauleiter de Westfalia del Norte vivió en el segundo piso. En el sótano se construyeron varios refugios antiaéreos. Se hicieron previsiones contra incendios, se cubrieron las puertas contra incendios con láminas de metal, se instalaron contenedores para agua y arena. De enero a abril de 1943 tuvo lugar una exposición de obras de arte con pinturas y esculturas.
La plaza del castillo se utilizó varias veces como lugar de reunión del gau de Westfalia del Norte.

## El castillo como parte de la universidad

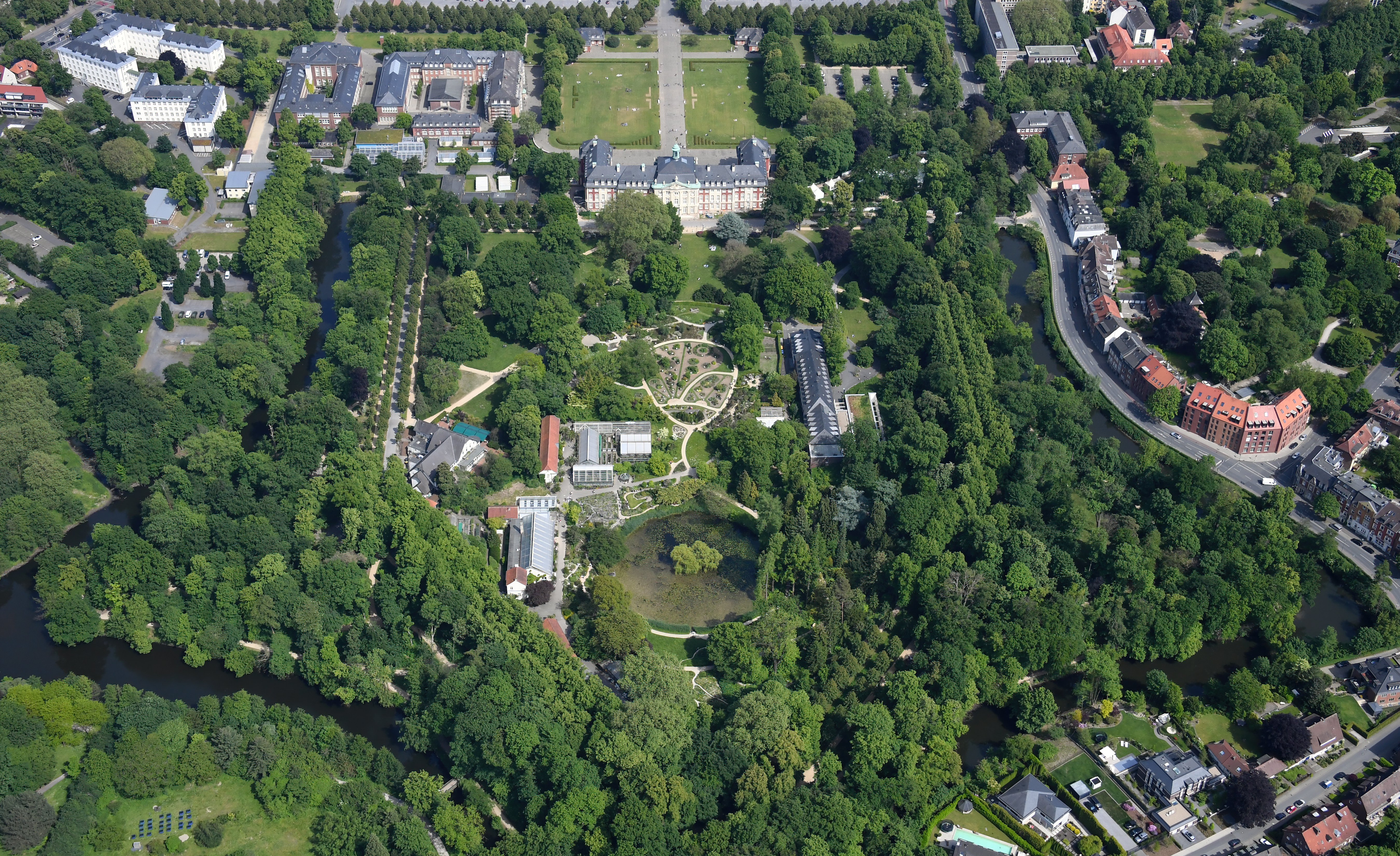
Vista aérea del jardín del palacio

El castillo es ahora el hito representativo de la Westfälische Wilhelms-Universität y también está estilizado en el logotipo. Casi todos los edificios terminados por Schlaun son utilizados por la universidad. Además de la oficina del rector y la administración, el edificio principal del palacio también alberga las salas de conferencias S1, S2, S6, S8, S9 y S10, así como el auditorio del palacio .
La AStA de la universidad (Comité General de Estudiantes) se encuentra en la caseta de vigilancia sur. En la otra, la caseta de vigilancia del norte se encuentran el Centro de Graduados de WWU, la escuela de posgrado MGSE, «Münster Graduate School of Evolution» y el patrocinio de la universidad.
El jardín del palacio también incluye el Jardín botánico de Münster, que durante mucho tiempo fue la sede del Instituto de Botánica, Departamento de Biología, establecido a fines del siglo XIX. Ahora se encuentra en el norte de Marstall junto con el Instituto de Biología Celular Molecular y el Instituto de Zoofisiología.
Hay un estacionamiento para empleados universitarios al sur del palacio, donde Schlaun planeó los establos del sur. A esto le siguen Hüfferstrasse y el palacio de justicia, de modo que el palacio forma el extremo sur del complejo.